# Eubucco aurantiicollis
Eubucco aurantiicollis, "flamstrupig barbett", är en fågel i familjen amerikanska barbetter inom ordningen hackspettartade fåglar. Den betraktas oftast som underart till gulstrupig barbett (Eubucco richardsoni), men urskiljs sedan 2014 som egen art av Birdlife International, IUCN och Handbook of Birds of the World. Den kategoriseras av IUCN som livskraftig.
Fågeln delas in i två underarter med följande utbredning:
- E. a. aurantiicollis – östra Peru (från Rio Marañón) österut till västra Brasilien söder om Amazonfloden (fram till Rio Juruá) och söderut till nordvästra Bolivia
- E. a. purusianus – västra Brasilien söder om Amazonfloden, från Rio Juruá österut till övre Rio Madeira